# 中国人民政治协商会议第十一届全国委员会各专门委员会
中国人民政治协商会议第十一届全国委员会各专门委员会是中国人民政治协商会议第十一届全国委员会设立的专门委员会，主任、副主任名单由中国人民政治协商会议第十一届全国委员会常务委员会会议通过，委员名单由主席会议通过，任期由2008年3月至2013年3月。
2008年3月15日中国人民政治协商会议第十一届全国委员会常务委员会第一次会议通过《中国人民政治协商会议第十一届全国委员会常务委员会关于设置专门委员会的决定》，决定中国人民政治协商会议第十一届全国委员会设置9个专门委员会：提案委员会、经济委员会、人口资源环境委员会、教科文卫体委员会、社会和法制委员会、民族和宗教委员会、港澳台侨委员会、外事委员会、文史和学习委员会。
2008年3月14日中国人民政治协商会议第十一届全国委员会第一次主席会议通过中国人民政治协商会议第十一届全国委员会各专门委员会委员名单（549名）。2008年3月15日中国人民政治协商会议第十一届全国委员会常务委员会第一次会议通过中国人民政治协商会议第十一届全国委员会各专门委员会主任、副主任名单（126名）。
2008年10月18日中国人民政治协商会议第十一届全国委员会常务委员会第三次会议通过专门委员会副主任 任命名单（4人）。
2009年2月18日中国人民政治协商会议第十一届全国委员会第十二次主席会议通过专门委员会委员增补和调整名单。
2009年2月27日中国人民政治协商会议第十一届全国委员会常务委员会第四次会议通过专门委员会副主任增补名单（1人）。
2009年6月19日中国人民政治协商会议第十一届全国委员会常务委员会第六次会议通过免去陈绍基港澳台侨委员会副主任职务、撤销其全国政协委员资格的决定。
2009年9月23日中国人民政治协商会议第十一届全国委员会常务委员会第七次会议通过专门委员会副主任任免名单（3人）。
2009年12月25日中国人民政治协商会议第十一届全国委员会第二十一次主席会议通过专门委员会委员增补和调整名单。
2010年2月28日中国人民政治协商会议第十一届全国委员会常务委员会第八次会议通过专门委员会副主任增补名单（3人），追认撤销张春江中国人民政治协商会议第十一届全国委员会委员资格的决定。
2010年6月25日中国人民政治协商会议第十一届全国委员会常务委员会第十次会议通过专门委员会副主任任命名单（2人）。
2010年10月22日中国人民政治协商会议第十一届全国委员会常务委员会第十一次会议通过专门委员会副主任增补名单（6人）。
2011年2月28日中国人民政治协商会议第十一届全国委员会常务委员会第十二次会议通过专门委员会副主任增补名单（16人）。
2011年6月24日中国人民政治协商会议第十一届全国委员会常务委员会第十四次会议通过专门委员会副主任任命名单（4人），通过免去李元人口资源环境委员会副主任职务、撤销其全国政协委员资格的决定。
2011年10月20日中国人民政治协商会议第十一届全国委员会常务委员会第十五次会议通过专门委员会副主任增补名单（1人）。
2012年2月28日中国人民政治协商会议第十一届全国委员会常务委员会第十六次会议通过专门委员会副主任增补名单（11人）。
2012年6月21日中国人民政治协商会议第十一届全国委员会常务委员会第十八次会议通过专门委员会副主任增补名单（2人）、专门委员会驻会副主任任免名单（3人）。
2012年11月22日中国人民政治协商会议第十一届全国委员会常务委员会第十九次会议通过专门委员会副主任增补名单（2人）。

## 提案委员会
2008年3月15日通过主任、副主任12名：
- 主任：李铁林
- 副主任（按姓名笔画排序）：王占、王生铁、王显政、王瑞祥、毛林坤、朱树豪、刘志忠、刘峰岩、孙淦、步正发、邵鸿[3]

2008年3月14日通过委员56名：
- 委员（按姓名笔画排序）：王小兰（女）、王国强、王炳华、王富卿、王增祺、田淑兰（女）、包明德（蒙古族）、冯巩、冯远、宁远、吕章申、任洪斌、刘元龙、刘环祥、刘逢君、江小涓（女）、许志功、孙晓华、纪斌、苏立清、李武、李成贵、李秀恒、杨文良、杨国庆、杨健强（白族）、吴先宁、辛树森（女）、宋南平、张宁、张沅、张政、张化本、张近东、陈明金、范伯元、林贤郁（朝鲜族）、林淑娘（女）、国一民、金大鹏、周晋峰、赵光华、赵维绥、洪天慧（女）、夏敏、钱克明、郗杰英、凌锋（女）、黄海、曹湘洪、崔大林、陶大为、蒋秋霞（女）、雷元亮、雷加富（满族）、蔡玲（女）[2]

2008年10月18日任命：
- 副主任：王国卿（驻会）[4]

2009年2月18日增补：
- 委员：王军伟、周纪昌、董福元[6]

调整：
- 委员：黄海由提案委员会委员调整为经济委员会委员[6]

2009年12月25日调整：
- 委员：黄少良由人口资源环境委员会调整到提案委员会[6]
- 委员：辛树森（女）由提案委员会调整到社会和法制委员会[6]

2011年2月28日增补：
- 副主任：阳安江[13]

2012年6月21日任命：
- 副主任：王秀峰（驻会）[19]

调整：
- 副主任：王国卿不再担任提案委员会驻会副主任，改任提案委员会副主任[19]

## 经济委员会
2008年3月15日通过主任、副主任20名：
- 主任：张左己
- 副主任（按姓名笔画排序）：王众孚、王钦敏、厉以宁、刘江、刘永好、孙永福、孙晓郁、李家杰、李德水、张志刚、陈锡文、范西成、欧新黔（女）、郑新立、胡德平、柴松岳、郭廷标（2009年12月23日逝世）、董文标、颜延龄[3]

2008年3月14日通过委员67名：
- 委员（按姓名笔画排序）：丁仲篪、马军胜、马明哲、马蔚华、王大成、王为强、王玉英（女）、王玉锁、王建宙、王健林、王基铭、卢志强、宁高宁、朱孟依、刘公勤（女）、刘克崮、刘迎霞（女）、刘金虎、刘树成、刘德树、刘遵义、闫冰竹、许善达、苏宁、李勇、李育才、李剑阁、李德成、杨先明、杨凯生、邱立成、应仲树、汪建熙、沈滨义、宋晓梧、张元龙、张华峰、张宏伟、张国初、张国宝、张春江、张赛娥（女）、陈峰、陈传阔、陈晓颖（女）、范小建、范福春、林金城、郑晖、胡四一、洪敬南、贺强、耿亮、贾康、唐大智（女）、唐双宁（满族）、黄方毅、梅兴保、梁季阳、梁燕君（女）、葛东升、蒋超良、谢炳、谢渡扬、蔡继明、潘蓓蕾（女，高山族）、魏迎宁[2]

2009年2月18日增补：
- 委员：李稻葵、宋丰强[6]

调整：
- 委员：黄海由提案委员会委员调整为经济委员会委员[6]

2009年12月25日调整：
- 委员：王征由社会和法制委员会调整到经济委员会[6]

2010年2月28日追认撤销全国政协委员资格：
- 委员：张春江[10]

2010年10月22日增补：
- 副主任：李荣融[12]

2011年2月28日增补：
- 副主任：李毅中、张国宝[13]

2012年2月28日增补：
- 副主任：刘明康[17]

2012年6月21日任命：
- 副主任：石军（驻会）[19]

2012年11月22日增补：
- 副主任：李盛霖[20]

## 人口资源环境委员会
2008年3月15日通过主任、副主任17名：
- 主任：张维庆
- 副主任（按姓名笔画排序）：王广宪、王少阶、王玉庆、王曙光、任启兴、刘志峰、刘泽民、江泽慧（女）、李元、李金明、汪啸风、张黎、邵秉仁、林树哲、秦大河、郭炎[3]

2008年3月14日通过委员61名：
- 委员（按姓名笔画排序）：卜漱和（女）、于天忱、马富才、王曦、王训练、王光谦、牛文元、尹伟伦、田在玮、印红（女）、朱光武、刘纪远、刘秀晨（回族）、刘衍泉、兰云升、许健康、孙文杰、严慧英（女）、李猛、李永安、李河君、李学明、李晋峰、李烈荣、李铁军、杨岐、杨淳、杨文采、肖燕军（女）、吴晓青（满族）、邱衍汉、沈瑾（满族）、沈德忠、张红武、陆启洲、陈必亭、林而达、林宗寿、欧阳明高、周大兵、周中枢、周名江、孟宪来、经天亮、赵学敏、赵炳礼、茹克、聂振邦、贾承造、倪晋仁、黄大卫、黄少良、蒋丽芸（女）、韩修国、舒兴田、谢正观、谢企华（女）、谢俊奇、蔡国雄、翟若愚、翟浩辉[2]

2009年2月18日增补：
- 委员：李宝善、张征宇、胡希捷[6]

2009年9月23日任命：
- 副主任：庄国荣（驻会）[8]

同意辞职：
- 副主任：郭炎[8]

2009年12月25日增补：
- 委员：李蓉（女）、金义华[6]

调整：
- 委员：黄少良由人口资源环境委员会调整到提案委员会[6]

2010年10月22日增补：
- 副主任：刘遵义、张基尧[12]

2011年2月28日增补：
- 副主任：王太华、王国发[13]

2011年6月24日免去：
- 副主任：李元[15]

2012年2月28日增补：
- 副主任：钱冠林[17]

2012年6月21日增补：
- 副主任：贾治邦[18]

## 教科文卫体委员会
2008年3月15日通过主任、副主任15名：
- 主任：徐冠华
- 副主任（按姓名笔画排序）：于永湛、方兆祥、刘长乐、江绍高、杨胜群、张大宁、张文康、陈晓光、赵沁平、胡家燕（女）、栾恩杰、高敬德、覃志刚（壮族）、霍震霆[3]

2008年3月14日通过委员95名：
- 委员（按姓名笔画排序）：丁洁（女）、于文明、于魁智（回族）、马大龙、马国湘、王宇、王成喜、王次炤、王国宾、王明明、邓亚萍（女）、龙瑞、卢锡城、叶少兰、叶乔波（女）、田静、田军利、申万胜、史康成、包为民、朱星、邬贺铨、刘晓]、刘敏（女）、刘焱（女）、刘大为、刘迎龙、刘振英、齐让、许树强、孙丽英（女，满族）、孙志辉、孙铁英（女，满族）、严望佳（女）、苏士澍（满族）、李未、李立明、李栋恒、李济生、李胜素（女）、李维康（女）、杨桦、杨元庆、吴明江、吴祖强、吴雁泽、邱贵兴、佘靖（女）、宋祖英（女，苗族）、张海、张会军、张景安、张新建、陈红（女）、陈大卫、陈立人、陈仲强、陈邦柱、陈建民、陈建国、陈泽盛、范利（女）、林金星、周遇奇、单霁翔、赵卫（白族）、赵平、胡定旭、胡海岩、柯杨（女）、钟秉林、俞光岩、姚乃礼、顾秉林、徐亮、徐翔、徐延豪、徐沛东、徐晓兰（女）、高润霖、郭为、郭传杰、黄大昉、黄如楷、黄洁夫、曹洪欣、曹淑敏（女）、常小兵、蒋效愚、韩美林、程天权、温熙森、蔡国斌、蔡冠深、瞿振元[2]

2008年10月18日任命：
- 副主任：张秋俭（驻会）[4]

2009年2月18日增补：
- 委员：孙惠玲（女）、李大魁、韩红（女，藏族）、谢军（女）、解思忠[6]

2009年2月27日增补：
- 副主任：蒋效愚[7]

2010年6月25日任命：
- 副主任：张耕[11]

2011年2月28日增补：
- 副主任：王全书、胡振民[13]

2011年6月24日任命：
- 副主任：邓楠、张玉台[14]

2012年11月22日增补：
- 副主任：刘敬民[20]

## 社会和法制委员会
2008年3月15日通过主任、副主任14名：
- 主任：张福森
- 副主任（按姓名笔画排序）：万鄂湘、王东进、朱孝清、江蓝生（女）、许仲林、孙明山、张穹、张俊九、罗平飞、赵少华（女，满族）、秦玉琴（女）、高金榜、谭耀宗[3]

2008年3月14日通过委员63名：
- 委员（按姓名笔画排序）：于宁、方工（回族）、方方、王征、王晓、王乃坤（女）、王书平、王秀红（女）、王建沂、王俊峰、王宪鹏、石见元、华士飞、刘红宇（女）、刘志强、刘京生、许荣茂、许智明、孙南申、李小豹、李玉光、李庆云、李君如、李贤义、李顺桃、李钺锋、李瑞英（女）、李嘉音（女）、杨超、杨海坤、吴焰、何悦（女）、何维、宋林飞、张世平（女）、张秋俭（女）、陈智伦、林圣雄、林国文、周和平、屈万祥、郝明金、胡永柱、胡汉清、段正坤、侯欣一、姜建初、郭长江、陶斯亮（女）、黄文仔、黄英豪、曹义孙、崔永元、葛剑平、董力、景天魁、曾智明、谢卫、谢伯阳、甄贞（女）、黎振强、滕一龙、薄绍晔[2]

2009年2月18日增补：
- 委员：牛越生、李小琳（女）、张希钦、唐铁汉、葛志荣[6]

2009年12月25日增补：
- 委员：甄砚（女）、凌孜（凌子，女）[6]

调整：
- 委员：王征由社会和法制委员会调整到经济委员会[6]
- 委员：辛树森（女）由提案委员会调整到社会和法制委员会[6]

2010年2月28日增补：
- 副主任：黄晴宜[10]

2010年6月25日任命：
- 副主任：李学举[11]

2010年10月22日增补：
- 副主任：曹康泰[12]

2011年2月28日增补：
- 副主任：王巨禄、宋育英、陈学亨、季允石[13]

2011年6月24日任命：
- 副主任：王旭东[14]

2012年2月28日增补：
- 副主任：吴定富、陈冀平[17]

## 民族和宗教委员会
2008年3月15日通过主任、副主任14名：
- 主任：田聪明
- 副主任（按姓名笔画排序）：马庆生（回族）、仲兆隆、任法融、刘柏年、张秀明、陈洪（女）、陈广元（回族）、拉巴平措（藏族）、周明甫、赵金铎（满族）、香根·巴登多吉（藏族）、蒋明麟、傅先伟[3]

2008年3月14日通过委员71名：
- 委员（按姓名笔画排序）：一诚、丁文方（回族）、丁常云、刀述仁（傣族）、于新粒、才让（藏族）、马子龙（回族）、马国超（回族）、马英林、王平（女）、王健（布依族）、王四代（彝族）、王金祥、邓宗良、叶小文、田青、印乐、尼玛泽仁（藏族）、朴英（女，朝鲜族）、伊丽苏娅（女，维吾尔族）、旭日干（蒙古族）、关牧村（女，满族）、汤伟奇、安阿玥（回族）、安信义、安家瑶（女）、那仓·向巴昂翁·丹曲成来（藏族）、买买提·艾山（维吾尔族）、李玉玲（女）、李光富、李成日（朝鲜族）、李国安、杨钊、杨志波（回族）、吴培娟（女）、何玉棠、何星亮、张千一（朝鲜族）、陈顺鹏、妙江、尚绍华（女）、金莉（女，俄罗斯族）、金蔚（女）、金晏山（满族）、学诚、房兴耀、郝时远（蒙古族）、洪长有（回族）、觉醒、贺捷生（女，土家族）、根通、贾列肯·别克西（哈萨克族）、钱利民（蒙古族）、高峰、郭占春、唐诚青、海霞（女，回族）、黄元河（壮族）、黄至安（女）、黄信阳、曹玉书、鄂义太（蒙古族）、彭丽媛（女）、韩兴旺（撒拉族）、湛如、蒙进喜、雷世银、雷菊芳（女）、蔡世杰（回族）、德哇仓（藏族）、德德玛（女，蒙古族）[2]

2008年10月18日任命：
- 副主任：邓宗良（驻会）[4]

2009年2月18日增补：
- 委员：王江、吴江（回族）、茹克叶·穆罕默德（女，维吾尔族）[6]

2009年12月25日增补：
- 委员：艾克拜尔·米吉提（哈萨克族）[6]

2010年2月28日增补：
- 副主任：孙晓群[10]

2012年2月28日增补：
- 副主任：马铁山、王学仁、白玛、华士飞、傅克诚[17]

## 港澳台侨委员会
2008年3月15日通过主任、副主任15名：
- 主任：陈云林
- 副主任（按姓名笔画排序）：马有礼、王凤超、安民、李炳才、吴国祯、陈丽华（女，满族）、陈佐洱、陈明义、陈绍基、林兆枢、胡应湘、施祥鹏、楼志豪、蔡东士[3]

2008年3月14日通过委员46名：
- 委员（按姓名笔画排序）：于炼、万季飞、马介璋、王巨禄、王执礼、王晓玉、邓成城、史茂林、乐美真、庄绍绥、刘凡、刘亦铭、刘泽彭、孙必达、孙宝启、李卓彬、李昌鉴、杨瀚、杨思泽、吴承业、邱维廉、张茵（女）、张闾蘅（女）、陈杰（女，高山族）、陈寒枫、陈联合、林明江、林盛中、罗援、郑建邦、胡葆琳（女）、侯伯文、钟小健、俞敏洪、贺定一（女）、贾宝兰（女）、高杰、黄植诚（壮族）、黄紫玉（女）、黄楚标、彭磷基、董中原、董利翔（女）、程红（女）、曾文仲、瞿弦和[2]

2009年2月18日增补：
- 委员：孙志强、张启华（女）[6]

2009年6月19日免去：
- 副主任：陈绍基[21]

2009年9月23日任命：
- 副主任：马健（驻会）[8]

2010年2月28日增补：
- 副主任：李长江[10]

2010年10月22日增补：
- 副主任：杨崇汇、林树森[12]

2011年2月28日增补：
- 副主任：刘凡[13]

2011年6月24日任命：
- 副主任：尤兰田[14]

2012年6月21日增补：
- 副主任：杨衍银[18]

## 外事委员会
2008年3月15日通过主任、副主任8名：
- 主任：赵启正
- 副主任（按姓名笔画排序）：万学远、马秀红（女）、卢文端、陈昊苏、武大伟、赵进军、韩方明[3]

2008年3月14日通过委员47名：
- 委员（按姓名笔画排序）：马灿荣、马胜荣、王林旭、石愚、冯军、吕凤鼎、吕新华、刘文杰、刘古昌、刘梦熊、关呈远（满族）、孙萍（女，回族）、孙振宇、苏树辉、李冰、李大壮、李静杰、杨澜（女）、吴玉谦、吴思科、张骏、张九桓、张小济、张志军、张蕴岭、陆忠伟、陈经纬、图登克珠（藏族）、金一南、周文重、郝平、柯小刚、袁明（女）、贾庆国、徐振寰、高中兴、郭涛、黄庆（女）、黄友义（回族）、章新胜、蒋晓松、裘援平（女）、詹国枢、蔡名照、蔡建国、廖晓淇、魏建国[2]

2009年12月25日增补：
- 委员：蓝鸿震、赵汝蘅（女）[6]

2011年2月28日增补：
- 副主任：刘京、杨多良[13]

## 文史和学习委员会
2008年3月15日通过主任、副主任11名：
- 主任：陈福今
- 副主任（按姓名笔画排序）：毛福民、计佑铭、冯骥才、范钦臣、郑欣淼、钟起煌、施子清、桑结加（藏族）、崔占福、梁华[3]

2008年3月14日通过委员43名：
- 委员（按姓名笔画排序）：万捷、王天增、王文章、王兴东、王连生、王晓秋、左东岭、石峰、叶培建、朱莲芬（女）、刘兰芳（女，满族）、刘庆柱、李东东（女）、李兴山、李国强、李景瑞、杨波、杨力舟、余辉、沈悌、张柏、张健、张皎、张华祝、张廷皓、张胜友、陈力、陈醉、陈建功、林野、聂震宁、夏燕月（女）、高俊良、黄小同、黄书元、曹幸穗、曹鸿鸣、戚发轫、梁晓声、葛晓音（女）、董良翚（女）、程世峨（女）、滕矢初[2]

2008年10月18日任命：
- 副主任：卞晋平（驻会）[4]

2009年2月18日增补：
- 委员：韦建桦[6]

2009年12月25日增补：
- 委员：何虎林[6]

2011年2月28日增补：
- 副主任：陈光林、周国富[13]

2011年10月20日增补：
- 副主任：闵维方[16]

2012年2月28日增补：
- 副主任：刘德旺、魏礼群[17]